# Barbulifer pantherinus
Barbulifer pantherinus és una espècie de peix de la família dels gòbids i de l'ordre dels perciformes.

## Morfologia
- Els mascles poden assolir 5,2 cm de longitud total.[4][5]

## Hàbitat
És un peix marí, de clima subtropical i demersal que viu entre 0-20 m de fondària.

## Distribució geogràfica
Es troba al Pacífic oriental central: el Golf de Califòrnia.

## Observacions
És inofensiu per als humans.